# Conversation à La Cathédrale
Conversation à La Cathédrale (Conversación en La Catedral) est un roman de Mario Vargas Llosa, publié en 1969. Ce livre est souvent considéré comme le chef-d'œuvre de son auteur. Vargas Llosa a lui-même déclaré « Si je devais sauver du feu un seul de mes romans, je sauverai celui-ci ».

## Résumé
Conversation à La Cathédrale se déroule au Pérou, principalement à Lima (mais aussi à Arequipa, Ica, Ancon, Pucallpa...), de la fin de 1948 au milieu des années 1950, durant et juste après la dictature d'Odría. Le roman est composé de quatre grandes parties : 
Première partie : Cette partie pose le cadre narratif, à savoir la conversation, au bar La Catedral, entre le jeune Santiago Zavalita et l'ancien chauffeur de son père, Ambrosio. Tout le roman est constitué par ce dialogue à l'intérieur duquel s'insèrent les nombreuses autres voix qui composent la texture de l'intrigue. La question qui ouvre le roman est : À quel moment le Pérou avait-il été foutu ? La première partie suit le parcours de Santiago, entrecoupé de ceux de son père Don Fermín, de don Cayo Bermúdez (qui va être nommé conseiller du ministre de l'Intérieur), etc., durant ses années d'université où il se joint à un groupe communiste qui publiera une revue critique, Cahuide, et soutiendra une grève de traminots, ce qui conduit à l'arrestation des membres, dont Santiago, qui sera libéré grâce aux relations de son père, ami du régime. L'action politique est mêlée de déception amoureuse puisque Aida, aimée de Santiago, se mettra en couple avec Jacobo.
Deuxième partie : Cette partie mêle trois fils narratifs, construits en grande partie autour de conversations : il y a la progressive réconciliation d'Amalia - la bonne de don Cayo Bermúdez et de sa maîtresse Hortensia - et d'Ambroise, devenu chauffeur de Don Fermín. Il y a les débuts de Santiago au journal La Crónica et son refus de retourner chez son père. Il y a les exactions de Bermúdez pour le gouvernement Odría et sa mise à l'écart à la suite de l'échec de la répression d'une manifestation, puis sa fuite au Brésil. Entre les lignes de ces trois intrigues, on découvre la vie quotidienne sous un régime dictatorial (les manipulations de Bermúdez, la complicité puis la mise à l'écart de Don Fermín, les interventions de Ludovico et d'Ambroise pour faire régner la terreur, les fêtes d'Hortensia, etc.). C'est la vie quotidienne, avec sa trivialité, son ennui, sa bureaucratie, et aussi ses eaux troubles, ses compromissions, ses dégueulasseries à visage d'honnête homme.
Troisième partie : Elle débute avec la découverte du meurtre d'Hortensia, la maîtresse de Bermúdez, et l'enquête que mène Santiago avec Beccerita à ce sujet où surgit le soupçon que le commanditaire est son père, Don Fermín, et que ce dernier serait gay, ce qui incite Santiago à renouer avec sa famille. Le chapitre II est un retour en arrière, envisagé du point de vue de Bermúdez, avant sa destitution, quand il cherche à briser la Coalition anti-régime d'Arequipa. Le chapitre III, appréhendé à travers le point de vue d'Amalia, qui sort avec Ambrosio puis est enceinte de lui, décrit la progressive déchéance d'Hortensia. Le chapitre IV, qui mêlent les points de vue, raconte l'échec de l'intervention à Arequipa, échec qui va conduire à la destitution de Bermúdez. On y apprend, de son propre aveu, qu'Ambroise a tué Hortensia pour qu'elle arrête de faire chanter Don Fermín.
Quatrième partie : Elle est composée de huit chapitres qui entremêlent trois fils narratifs autour de trois personnages : 
1. Santiago, qui, après un accident de voiture, rencontre l'infirmière Ana qu'il épousera peu après sans vraiment l'aimer; ce mariage amènera à la rupture presque définitive de Santiago avec sa famille (presque, car il les reverra après la mort de son père).
2. Quetita, la prostituée amie d'Hortensia, qui apprend du zambo Ambrosio l'homosexualité de Don Fermín, le père de Santiago (surnommé Boule d'Or) ainsi que le respect d'Ambrosio pour ce dernier. Dans l'avant-dernière section, elle apprend le retour de Cayo la Merde, de retour au Pérou en toute impunité.
3. Ambrosio, dont la vie part à la déchéance après sa collaboration ruineuse avec Don Hilario et la mort d'Amalia en couches.

La fin revient à La Catedral, où Santiago et Ambrosio terminent de discuter. C'est Ambrosio qui conclut : et après, bon, après, il finirait par mourir, non, petit?

## Structure
Le roman est construit autour du dialogue entre le jeune Santiago Zavala et l'ancien chauffeur de son père Ambrosio, dans le bar appelé La Catedral. Mais, à partir de ce cadre initial, le roman se construit sur différentes strates temporelles (les dix dernières années des deux protagonistes) et sur différents niveaux énonciatifs où de nombreux points de vue sont alternés pour donner à voir la réalité péruvienne sous de multiples facettes, parfois du même événement. Comme le dit Bernard Sesé, "au cours de cet entretien, qui se démultiplie en d'innombrables anecdotes, selon une technique étonnamment sûre et suggestive, Santiago revit les dix dernières années de sa vie ; les dialogues et la chronologie, les événements et les personnages, les décors et les portraits s'enchevêtrent et s'imbriquent dans une évocation tumultueuse qui produit un effet d'envoûtement saisissant."
"Il faut avoir fouillé toute la vie sociale pour être un vrai romancier, vu que le roman est l'histoire privée des nations". Comme Balzac, dont cette citation ouvre le livre, Vargas Llosa dresse un tableau de la société péruvienne dans son intégralité: riches et pauvres, oppresseurs et victimes, communistes et conservateurs, journalistes, tortionnaires, prostituées, ministres, militaires.
Constat de l'infinie corruption du Pérou, la phrase la plus connue du livre est la question que se pose Zavalita dans les premières lignes : "A quel moment, le Pérou s'est-il foutu en l'air ?". Ce à quoi il répond lui-même : "Lui-même, Zavalita, était comme le Pérou, il s'était foutu en l'air à un moment ou un autre".

## Éditions
- Conversation à La cathédrale, trad. Sylvie Léger et Bernard Sesé, Gallimard (Du monde entier), 1973.
- Conversation à La Catedral, trad. Albert Bensoussan et Anne-Marie Casès, Gallimard (Du monde entier), 2015.